# Øresund station
Øresund station är en järnvägsstation i stadsdelen Sundbyøster i Köpenhamn på linje M2  på Köpenhamns metro. Stationen ligger ungefär där Øresundsvej station låg på den nedlagda Amagerbanen. Den gamla stationen monterades ner 2005 och kommer att återuppstå på Frilandsmuseet.